# Oligosoma waimatense
Espèce
Synonymes
- Leiolopisma grande waimatense McCann, 1955
- Girardiscincus waimatense (McCann, 1955)

Statut de conservation UICN

 EN  : En danger
Oligosoma waimatense est une espèce de sauriens de la famille des Scincidae.

## Répartition
Cette espèce est endémique de l'île du Sud en Nouvelle-Zélande. Elle se rencontre dans les régions de Marlborough et de Canterbury.

## Étymologie
Son nom d'espèce, composé de waimat et du suffixe latin -ense, « qui vit dans, qui habite », lui a été donné en référence au lieu de sa découverte : Waimate.

## Publication originale
- McCann, 1955 : The lizards of New Zealand. Gekkonidae and Scincidae. Dominion Museum Bulletin, vol. 17, p. 1-127.